# Stohead
Stohead (* 1973 in Schwäbisch Hall als Christoph Hässler) ist ein deutscher Graffiti-Künstler. Er lebt und arbeitet in Berlin. In den Jahren 2000–2006 war er Teil der Ateliergemeinschaft getting-up in Hamburg.

## Werk

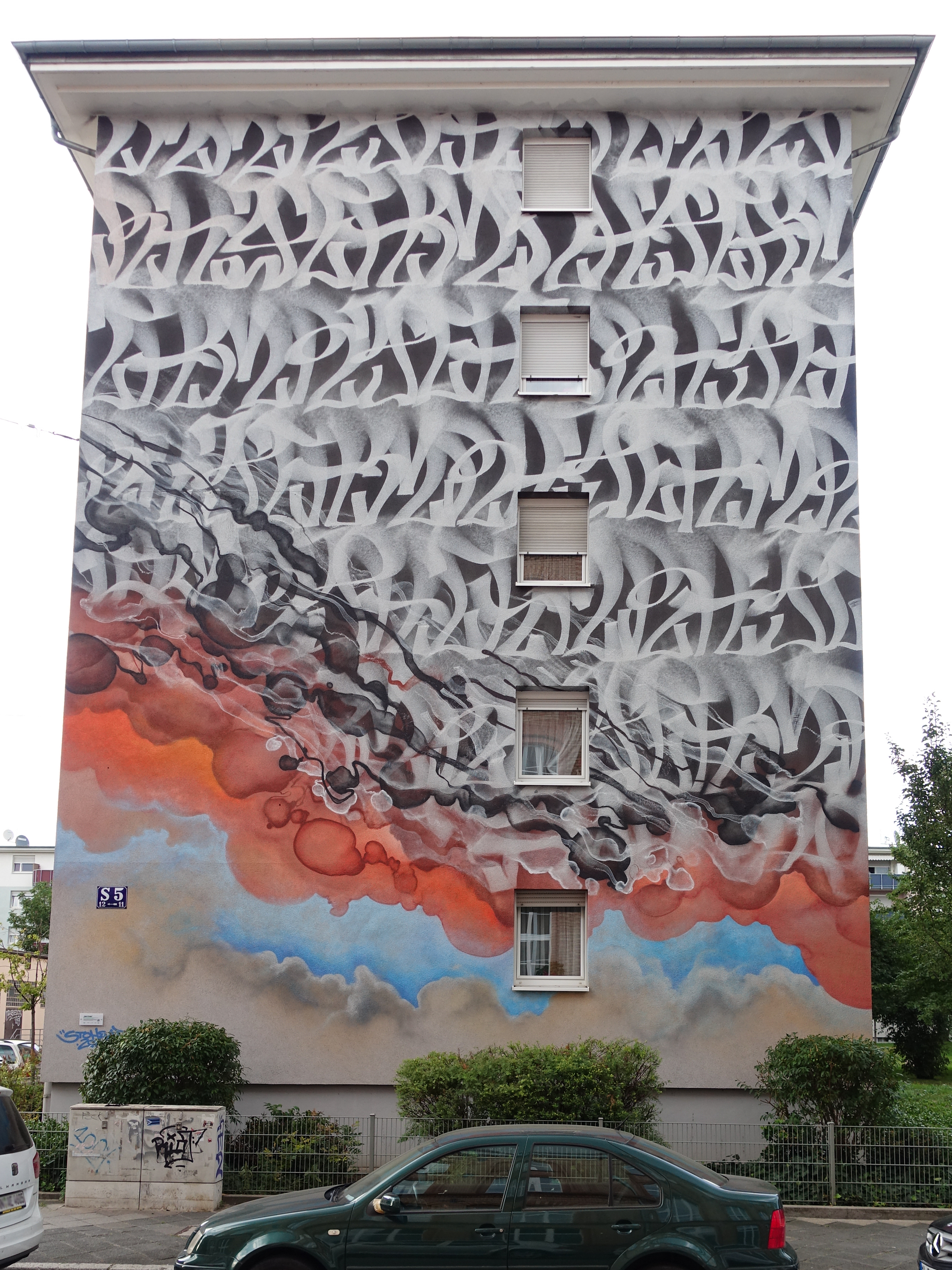
Mural von Stohead im Rahmen des Stadt.Wand.Kunst-Festivals in Mannheim (2015)

Neben klassischem Graffiti zeichnet Stohead für politische Plastiken und hintergründige Gemälde verantwortlich, die er bereits auf zahlreichen Ausstellungen präsentiert hat.

„Im Werk von Stohead zeigt sich mit aller Deutlichkeit seine große Leidenschaft – die Schrift. Schrift ist Trägerin von Information, Schrift erlaubt es, Gedanken und Gefühle in eine Form zu bannen und zu bewahren, Schrift kann ästhetisches Meisterwerk sein, wenn sie zur Kalligrafie wird. Und hier verknüpft Stohead das, was ihn prägt, mit dem, was ihn bewegt: the code of the streets.“

## Ausstellungen
- 2000: Urban Discipline 2000: Graffiti-Art, Ex-I-Punkt Skateland, Hamburg.[2]
- 2001: Urban Discipline 2001: Graffiti-Art, Alte Postsortierhalle, Hamburg.[3]
- 2002: getting-up im FREIRAUM, Museum für Kunst und Gewerbe Hamburg.
- 2002: Urban Discipline 2002: Graffiti-Art, Astra-Hallen St. Pauli, Hamburg.[4]
- 2003: Da sein – Positionen zeitgenössischer Kunst, Ernst Barlach Museum, Ratzeburg.
- 2003: Constructiones urbaines, Taxie Gallery, Paris, Frankreich.
- 2003: Kunstschlacht, Worldatelier & Klingspor-Museum, Offenbach.
- 2004: Characters to hold, Pictoplasma 1st int. conference on character design Best Shop, Berlin.
- 2005: smell of paint in the air, K3, Kampnagel, Hamburg & Westwendischer Kunstverein, Gartow.
- 2005: Passion des Sammelns, Sammlung Reinking / Federkiel, Halle 14, Baumwollspinnerei, Leipzig.
- 2005: Minimal Illusions, Villa Merkel, Esslingen.
- 2006: Coming soon, ReinkingProjekte & Contemporary Art Projects Blashofer, Berlin.
- 2006: Carhartt gallery opening, Carhartt Gallery, Weil am Rhein.
- 2007: Fabulosas Desordens, Caixa cultural, Rio de Janeiro, Brasilien.
- 2007: Wakin up nights, de Pury & Luxembourg, Zürich, Schweiz.[5][6]
- 2007: Still on and non the wiser, Von der Heydt-Museum, Wuppertal.[7]
- 2007: We are the people who are darker than blue, ReinkingProjekte & Galerie Borchardt, Stilwerk, Hamburg.
- 2008: Scratch the surface, Soulgallery, Berlin.
- 2008: Call it what you like!, Art Centre, Silkeborg, Dänemark.[8][9]
- 2009: Young blood, Kunstverein, Rottweil.
- 2009: Write now, Klingspor-Museum, Offenbach.
- 2010: Versteckspiele, Galerie Im Namen des Raumes, Berlin.
- 2010: Stroke03, Galerie Schaufenster, Berlin.
- 2011: Broke, Galerie Schaufenster, Berlin.
- 2011: THE URBAN ARTIST, presented by Circle Culture Gallery in Hamburg.
- 2011: Stroke04, Galerie Schaufenster, München.
- 2015: Stadt.Wand.Kunst-Festival, Mannheim.